# Potamonautes williamsi
Potamonautes williamsi is een krabbensoort uit de familie van de Potamonautidae. De wetenschappelijke naam van de soort is voor het eerst geldig gepubliceerd in 2010 door Cumberlidge & Clark.